# Sarıkaya (Midyat)
Sarıkaya ist ein Dorf im Landkreis Midyat der türkischen Provinz Mardin. Sarıkaya liegt etwa 57 km nordöstlich der Provinzhauptstadt Mardin und 25 km nordwestlich von Midyat. Sarıkaya hatte laut der letzten Volkszählung 422 Einwohner (Stand Ende Dezember 2009).